# Dresda
Dresda (AFI: /ˈdrɛzda/; in tedesco Dresden, AFI: /ˈdʀeːzdən/, ; in sorabo superiore Drježdźany) è una città extracircondariale di 563 311 abitanti della Germania, capitale del Land della Sassonia. Fondata dagli slavi Polabi e chiamata Drezdno, il nome della città proviene direttamente dalla parola slavica drezga (pol. drzazga): drezd'ane significa "insediamento della gente che abita nel bosco" o la "gente del bosco". Il nome tedesco Dresden è la forma germanizzata alto-soraba.
Soprannominata Elbflorenz (lett. "Firenze sull'Elba"), per le ricche collezioni d'arte e per la sua architettura barocca con influenze mediterranee, la città sorge sul fiume Elba, la cui valle era inserita nella lista dei patrimoni dell'umanità dell'UNESCO, e sul suo affluente, il Weißeritz. La città è sede della Technische Universität Dresden e della diocesi cattolica di Dresda-Meißen. Centro d'arte di importanza internazionale, nella sua storia è stata più volte devastata: dal fuoco nel 1491, dai bombardamenti prussiani nel 1760, durante la repressione di sollevazioni per la richiesta della costituzione nel 1849 e infine dai bombardamenti aerei degli Alleati sul finire della seconda guerra mondiale nel 1945, con migliaia di vittime (le stime ufficiali oscillano fra 18 000 e 25 000).

## Storia
I primi insediamenti nella zona di Dresda risalgono al neolitico. Il guado che attraversava l'Elba, all'altezza dell'odierno centro storico, è probabilmente esistito già nell'antico Medioevo e probabilmente fu la causa dell'iniziale insediamento che, nonostante la favorevole posizione ed i fertili terreni, rimase problematico per via delle estese zone forestali di quei luoghi. La città stessa ha avuto origine dall'unione di un antico insediamento slavo sulla riva settentrionale del fiume con un centro sassone abitato sulla riva meridionale (dove ora si trova il centro dell'attuale Altstadt).
Il primo riferimento documentato sulla città risale al 1206 e si tratta dei protocolli di un procedimento giudiziario riguardante lo smantellamento di un castello medioevale, il Burg Thorun. A quel tempo il nome della città era "Dresdene", probabilmente derivato dal termine slavo "Drežďany" (abitanti della foresta lungo il fiume). Manca anche un documento sull'assegnazione del diritto civico a Dresda, che viene già citata quale città in un altro documento del 1216, mentre dal 1270 è stata la sede dei Langravi di Meißen. Un documento del 1350 definisce per la prima volta la parte di Dresda ubicata sulla sponda destra dell'Elba, l'odierno centro cittadino, quale insediamento autonomo (Antiqua Dressdin), che ottenne il 21 dicembre 1403 il diritto civico da Guglielmo I, il Guercio, margravio di Meißen. Il principe elettore Moritz decise l'unione dei due insediamenti, a destra ed a sinistra dell'Elba, ed assegnò il 29 marzo 1549 alla nuova comunità il diritto civico.

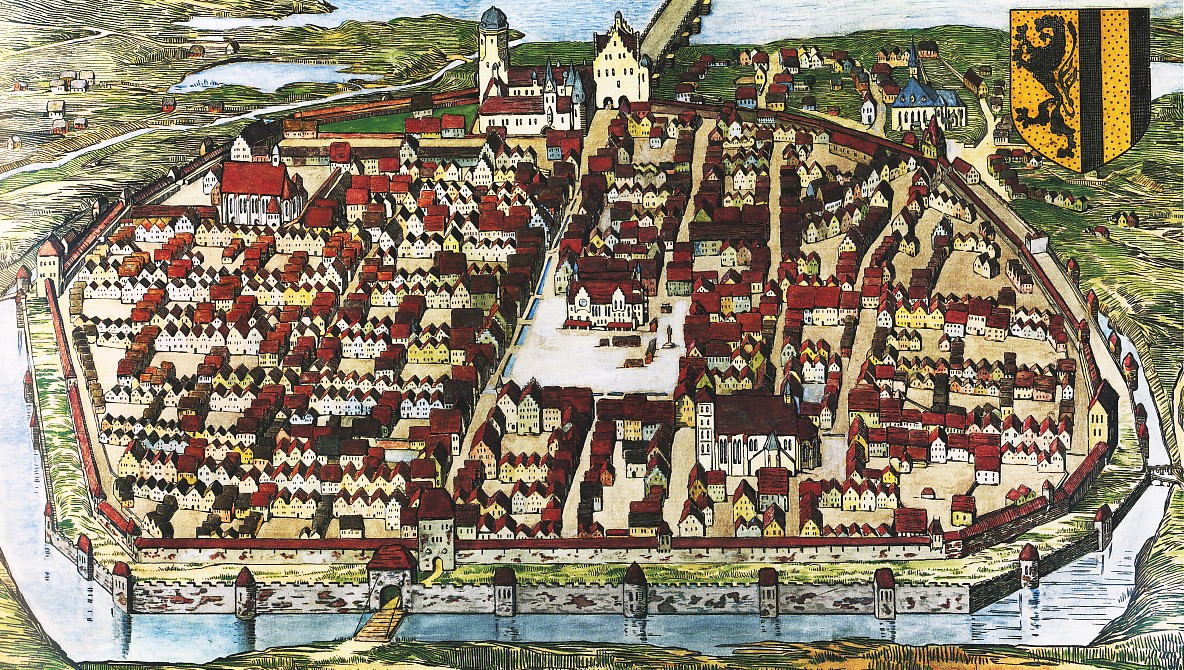
Dresda nel XVI secolo

Dal 1485 è stata la sede dei duchi di Sassonia e dal 1547 anche dei principi elettori. Durante la guerra dei trent'anni Dresda non venne mai saccheggiata o devastata, ma peste e indigenza, oltre alla generale stagnazione economica, ne frenarono lo sviluppo. Dopo la conclusione del conflitto la sorte di Dresda fu alquanto altalenante: a periodi di pace, durante i quali sorsero i notissimi edifici e i magnifici parchi, si alternarono altri di devastazione, dovuti alla partecipazione di Dresda a quasi tutte le guerre europee.
Durante il regno di Augusto II di Polonia e Augusto III di Polonia nel XVIII secolo, Dresda fu la residenza dei re di Polonia. A quel tempo furono creati i famosi monumenti della città, tra cui lo Zwinger, la cattedrale della Santissima Trinità, la Frauenkirche, il Palazzo giapponese e il Palazzo Taschenberg. La prima porcellana europea venne sviluppata a Dresda nel 1710. Dresda era collegata da rotte postali con Varsavia, Breslavia, Poznań e Toruń. La zecca di Dresda produsse monete d'argento polacche. Con la decisione del re Augusto II, nel 1717 e nel 1720 furono create nuove collezioni museali, nel 1720 un nuovo cimitero cattolico e nel 1709 una scuola latina (oggi St. Benno-Gymnasium).
In virtù della decisione del re Augusto II di Polonia del 1729, fu fondata a Dresda la prima scuola degli ufficiali polacchi. Aleksander Jakub Lubomirski ne divenne il comandante. Nel 1730, la scuola fu trasferita a Varsavia. Nel 1747, il re Augusto III di Polonia creò la Gemäldegalerie Alte Meister e nel 1748 aprì la prima scuola di medicina a Dresda. Augusto III morì a Dresda nel 1763 e fu sepolto nella cattedrale della Santissima Trinità come uno dei pochi re polacchi che furono sepolti al di fuori della cattedrale del Wawel a Cracovia. Durante il declino della Polonia, Dresda fu sede di preparativi per l'insurrezione polacca di Kościuszko.
Tra il 1806 ed il 1918 è stata la capitale del regno di Sassonia (che dal 1871 fece parte dell'Impero tedesco), e la popolazione della città si quadruplicò dai 95 000 abitanti del 1849 ai 396 000 del 1900.

### Seconda guerra mondiale
Nella seconda guerra mondiale la città di Dresda, divenuta verso la fine del conflitto un importante centro economico, militare e di trasporto, era stata bombardata già dall'agosto del 1944, ma nonostante ciò erano stati creati solo pochi rifugi antiaerei. Fra il 13 e il 15 febbraio 1945 la città subì tre terribili bombardamenti a tappeto ad opera dei bombardieri alleati (inglesi e statunitensi), che sganciarono sulla città 3 900 tonnellate di bombe, di cui molte incendiarie, e fu nuovamente bombardata dalla USAAF, con 2 700 tonnellate di bombe, il 2 marzo e il 17 aprile del 1945.
Particolarmente danneggiato fu il centro storico della città, con aree completamente rase al suolo. A causa dell'ampio uso di ordigni incendiari non si è mai potuto stabilire il numero esatto delle vittime, che secondo le stime più recenti furono fra 18 000 e 25 000 e 35−40,000 persone. Altri osservatori hanno però ipotizzato un numero di vittime molto maggiore. Tutti i numeri proposti, antichi e recenti, sebbene verosimili tuttavia sono soggetti al dubbio di strumentalizzazioni.

### Il periodo postbellico
Dresda è stata uno dei più importanti centri industriali della Repubblica Democratica Tedesca, tra il 1949 ed il 1990, anno della riunificazione tedesca (Wiedervereinigung).
Il 1º gennaio 1999 vennero aggregati alla città di Dresda i comuni di Langebrück e Weixdorf.
Nel 2002, l'Elba ha avuto una piena di altezza superiore a quella del suo precedente record del 1845. L'alluvione ha causato molti danni che in gran parte non sono più visibili per via della rapidità della ricostruzione. È stata effettuata la ricostruzione della Frauenkirche, distrutta durante il bombardamento del 1945. La ricostruita chiesa, uno dei più caratteristici edifici in stile barocco di Dresda, è stata inaugurata il 30 ottobre 2005.
A partire dagli anni Duemila, l'intera piazza del Neumarkt ha visto l'inizio di un importante intervento di recupero e di ricostruzione degli edifici distrutti dai bombardamenti alleati. Il primo edificio ad essere completamente ricostruito fu la Frauenkirche, per gli altri edifici storici più importanti è prevista la ricostruzione fedele rispetto a come erano prima della guerra, mentre per gli edifici residenziali è prevista anche una edificazione in chiave moderna .

## Clima
| Dresda              | Mesi | Mesi | Mesi | Mesi | Mesi | Mesi | Mesi | Mesi | Mesi | Mesi | Mesi | Mesi | Stagioni | Stagioni | Stagioni | Stagioni | Anno |
| Dresda              | Gen  | Feb  | Mar  | Apr  | Mag  | Giu  | Lug  | Ago  | Set  | Ott  | Nov  | Dic  | Inv      | Pri      | Est      | Aut      | Anno |
| ------------------- | ---- | ---- | ---- | ---- | ---- | ---- | ---- | ---- | ---- | ---- | ---- | ---- | -------- | -------- | -------- | -------- | ---- |
| T. max. media (°C)  | 1,6  | 3,2  | 7,6  | 13,1 | 18,4 | 21,8 | 23,4 | 23,0 | 18,9 | 13,4 | 6,9  | 3,2  | 2,7      | 13,0     | 22,7     | 13,1     | 12,9 |
| T. min. media (°C)  | −3,1 | −2,6 | 0,0  | 3,8  | 8,2  | 11,7 | 13,4 | 12,9 | 9,9  | 6,4  | 1,9  | −1,1 | −2,3     | 4,0      | 12,7     | 6,1      | 5,1  |
| Precipitazioni (mm) | 34   | 32   | 37   | 45   | 57   | 70   | 78   | 65   | 46   | 43   | 41   | 44   | 110      | 139      | 213      | 130      | 592  |

## Monumenti

### Architetture religiose
- Frauenkirche

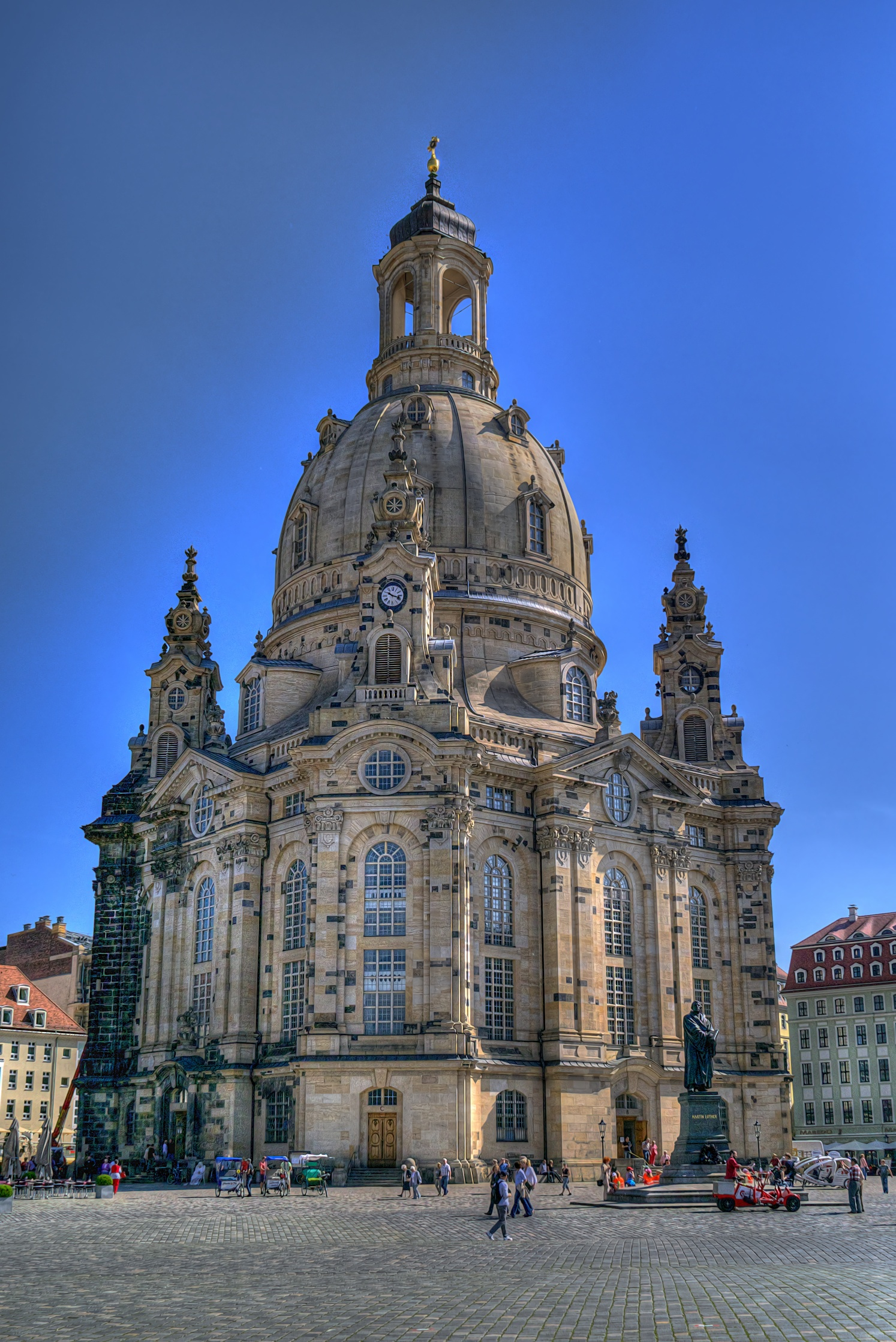
La Frauenkirche

- Cattedrale della Santissima Trinità
- Kreuzkirche
- Sophienkirche
- Chiesa russa ortodossa di San Simeone

### Architetture civili
- Gemäldegalerie, una delle maggiori pinacoteche del mondo; conserva opere di maestri italiani (San Sebastiano di Antonello da Messina, Madonna Sistina di Raffaello Sanzio, Venere di Giorgione, vedute di Venezia e Dresda di Bernardo Bellotto, Il tributo della moneta di Tiziano Vecellio e altre di Correggio, Paolo Veronese, Guido Reni), spagnoli (Diego Velázquez, Bartolomé Esteban Murillo, El Greco), francesi (Impero di Flora di Nicolas Poussin), fiamminghi, olandesi.
- Semperoper, uno dei teatri d'opera più importanti del mondo, per tradizione e acusticaTeatro dell'opera

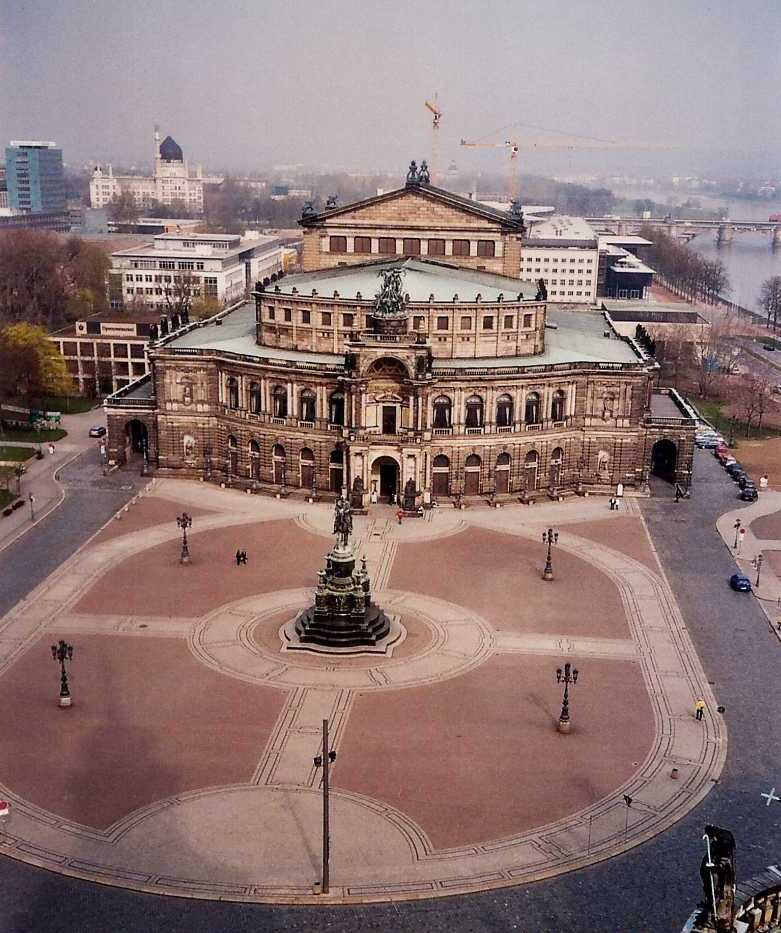
Teatro dell'opera

- Zwinger, complesso architettonico realizzato da Matthäus Daniel PöppelmannZwinger (Dresda).

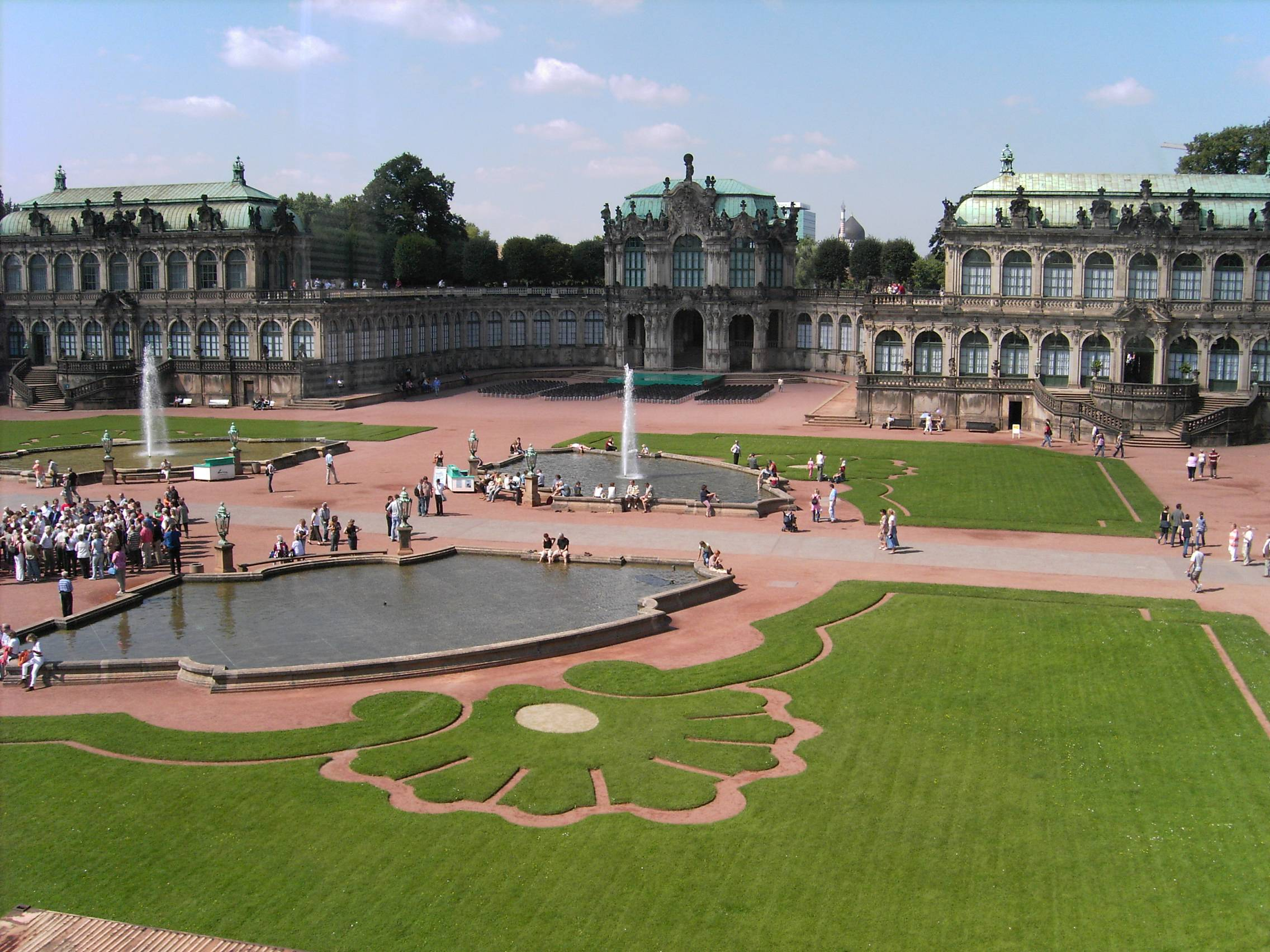
Zwinger (Dresda).

- Brühlsche Terrasse Questa magnifica terrazza, dalla quale è possibile ammirare il paesaggio dell'Elba fino ai colli Loschwitz, venne decantata da Johann Goethe quale "Balcone d'Europa". Nel passato era stata una fortificazione che il Principe elettore Federico Augusto II cedette al conte Heinrich von Brühl (dal quale deriva il nome). Il conte dette l'incarico ad artisti di Dresda di costruire dei sontuosi palazzi e un parco su quello che era praticamente un terrapieno che si estendeva per circa 500 m di lunghezza e 200 m di larghezza. Nessuna delle costruzioni di allora è rimasta in quel luogo, eccettuata la Fontana dei Delfini progettata dall'architetto Pierre Coudray e costruita fra il 1747 e il 1749. Gli edifici ora visibili sono prevalentemente opere del XIX secolo. Alla terrazza conduce un'ampia scalinata, che nel 1868 è stata arricchita con i gruppi scultorei Le quattro ore del giorno. Le originali figure in pietra arenaria vennero sostituite in un secondo tempo da riproduzioni in bronzo. Sull'estremità orientale della terrazza si estende il Brühlsche Garten (Parco Brühl).La Brühlsche Terrasse di Dresda nel 1900

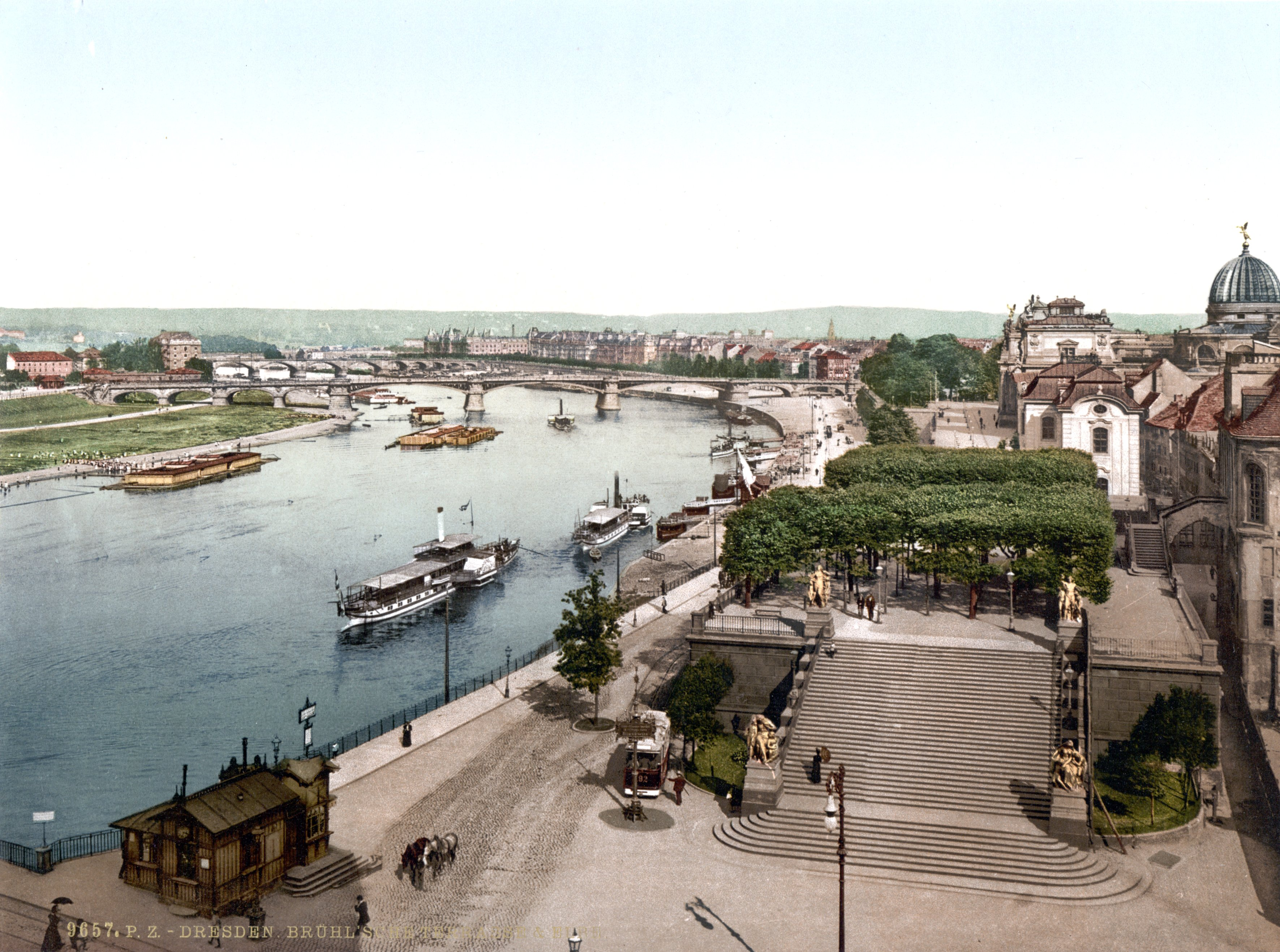
La Brühlsche Terrasse di Dresda nel 1900

- Kunstakademie. Importante complesso di edifici sede dell'Accademia di belle arti di Dresda.
- Landhaus, sede del Museo della città di Dresda e della Galleria d'arte della città di Dresda.
- La Schwebebahn, è una tramvia pensile e un mezzo di trasporto di Dresda che unisce i quartieri di Loschwitz e Oberloschwitz. La linea tramviaria, che ha una lunghezza complessiva di 274 m e supera un'altezza di circa 84 m, venne inaugurata il 6 maggio 1901. Si tratta di una tramvia simile a quella famosa di Wuppertal, costruita secondo il cosiddetto sistema di Eugen Langen, poggiando su 33 piloni in acciaio di supporto. Quella di Dresda è la più antica tranvia pensile montana del mondo ancora in funzione. La tranvia pensile di Dresda non corre su una fune, bensì su una rotaia d'acciaio. Al contrario di quella di Wuppertal le vetture non dispongono di un proprio sistema di propulsione, ma vengono mosse da una fune traente, azionata da un motore operante nella stazione a monte. Questa straordinaria tranvia pensile non venne minimamente danneggiata dagli eventi bellici della seconda guerra mondiale. Fu però messa temporaneamente fuori servizio dal 1984 fino al 1992 a causa di un completo risanamento tecnico e costruttivo.
- Standseilbahn
- Erlweinspeicher
- Blaues Wunder (Meraviglia o Miracolo blu, il nome ufficiale è però Loschwitzer Brücke, cioè "ponte di Loschwitz") è considerato popolarmente il ponte più famoso di Dresda. Costruito fra il 1891 ed il 1893, questo ponte in acciaio ha una lunghezza di 141,5 m. L'inusitato nome è dovuto al fatto che venne inizialmente pitturato in verde, ma dopo poco tempo era diventato inspiegabilmente blu. Ciò, unitamente all'eccezionalità della costruzione, gli meritò il nome di "Meraviglia blu" o anche "Miracolo blu", dato che il lemma Wunder ha in tedesco ambedue i significati. Il nome è diventato proverbiale in Germania ed è entrato a far parte della lingua tedesca, con il significato di qualcosa di straordinario.Il ponte "Blaues Wunder"

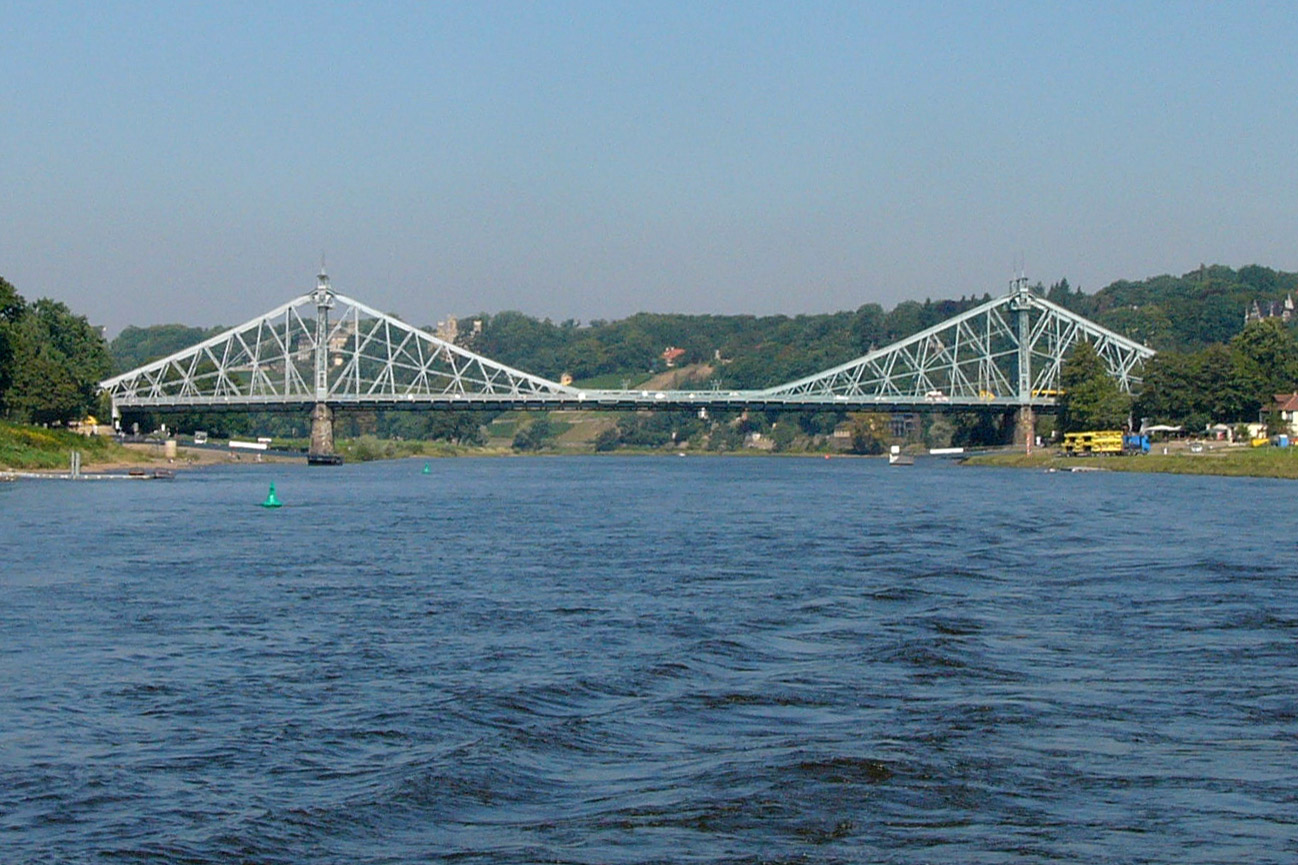
Il ponte "Blaues Wunder"

- Yenidze
- Krematorium Tolkewitz
- Kulturpalast
- FürstenzugFürstenzug

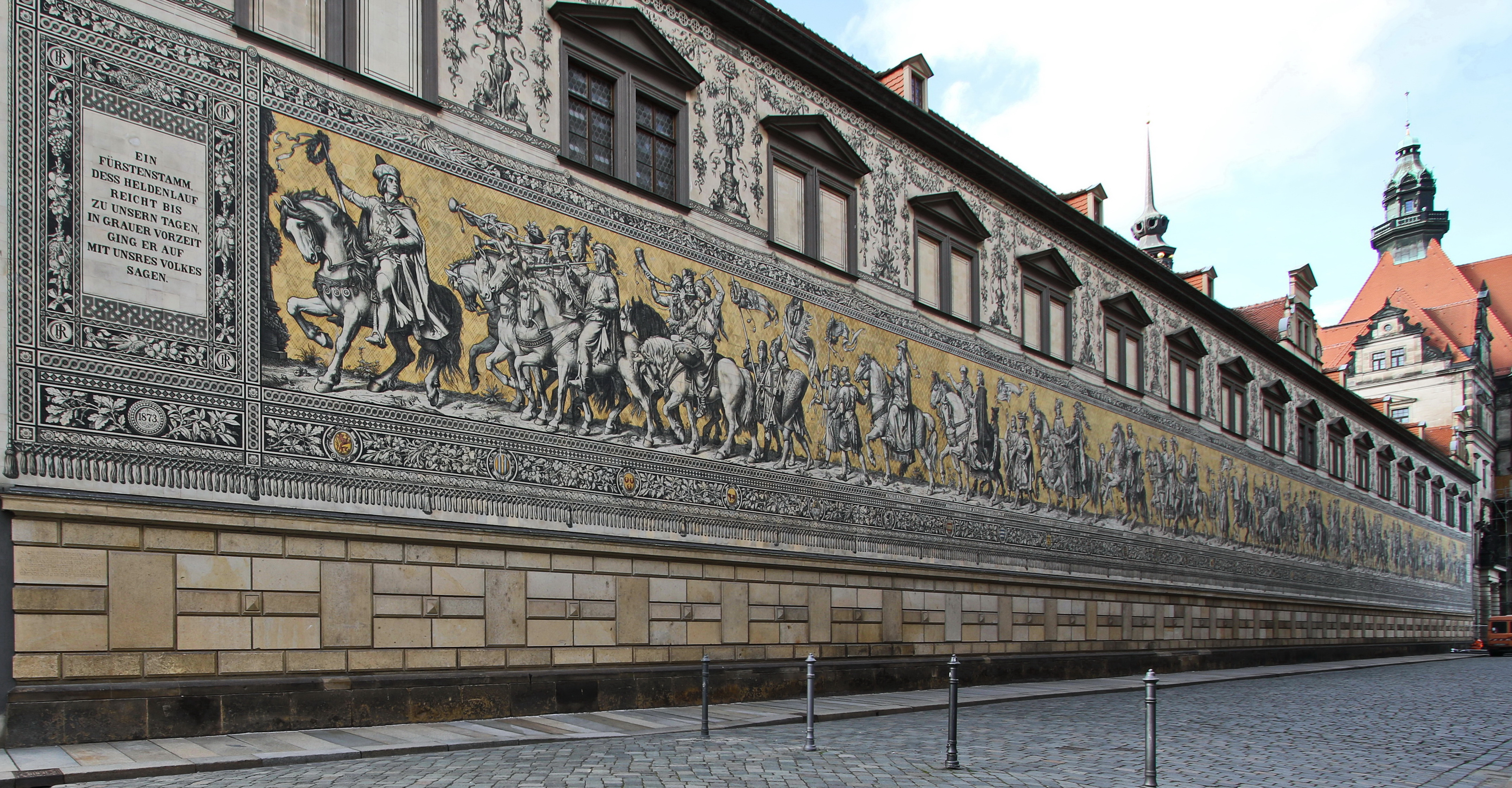
Fürstenzug

- La Pfunds Molkerei (latteria Pfund), che viene ritenuta la più bella latteria del mondo, tanto da venire citata nel 1998 nel libro Guinness World Records.

## Cultura

### Università e ricerca
La più importante università di Dresda è l'Università tecnica di Dresda, considerata d'eccellenza, che, nonostante il nome, è una università generalista.
Fra le istituzioni di ricerca, nella capitale sassone ha sede l'Istituto Max Planck per la biologia cellulare e la genetica.
Per gli studi artistici è presente l'Accademia di belle arti.

### Biblioteche e archivi
La principale biblioteca della città è la Sächsische Landesbibliothek (SLUB) che contiene la Deutsche Fotothek, uno dei principali archivi fotografici tedeschi con oltre 7 milioni di foto, con foto di molti fotografi tedeschi e stranieri (tra cui Eugen Nosko, Richard Peter, Ermenegildo Antonio Donadini e altri ancora), che documentano la storia di Dresda stessa e della Germania in generale.
L’Archivio centrale di Stato di Dresda è il principale dei tre archivi che compongono l'Archivio di Stato della Sassonia, quello che custodisce l'archivio ministeriale dello Stato libero di Sassonia e l'archivio degli organi centrali del Regno di Sassonia e dell'Elettorato di Sassonia.

### Musei

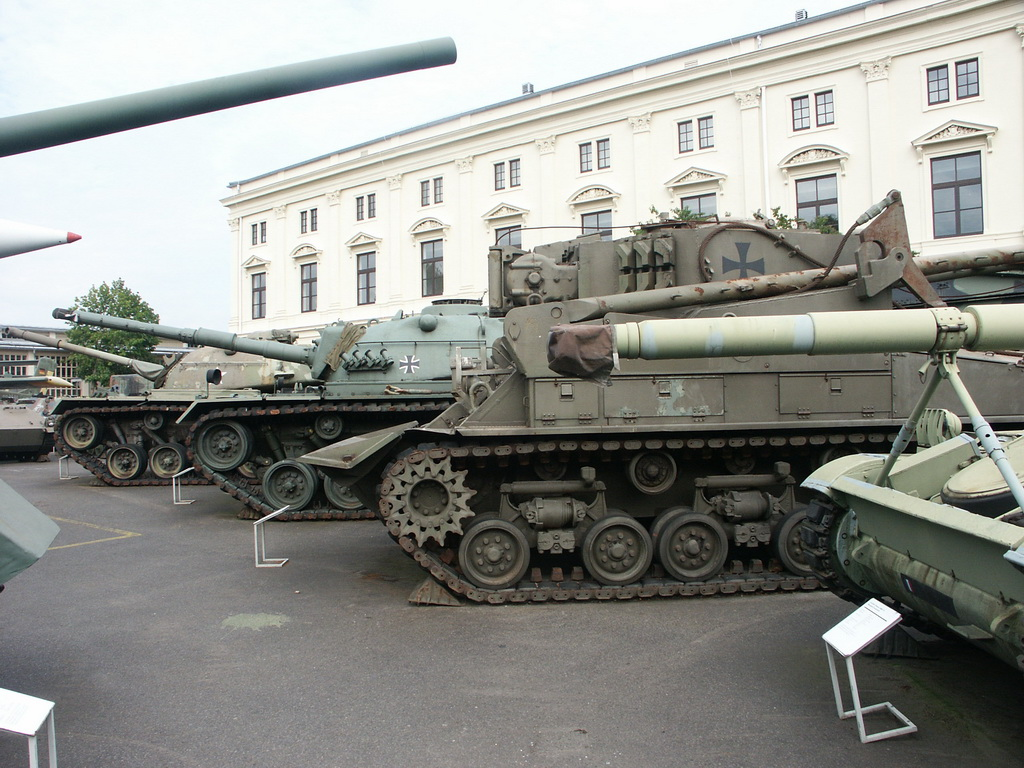
Il museo storico-militare dell'esercito tedesco

- La Gemäldegalerie Alte Meister conserva una delle più celebri collezioni d'arte d'Europa, con capolavori assoluti come la Madonna Sistina di Raffaello.
- All'interno dell'Albertinum sono ospitati i musei della Skulpturensammlung e della Galerie Neue Meister.
- Il Kraszewski-Museum è un museo dedicato al più prolifico scrittore polacco Józef Ignacy Kraszewski[15], che visse a Dresda dal 1863 al 1883.
- Il museo storico-militare dell'esercito tedesco (Militärhistorisches Museum der Bundeswehr)[16].
- All'interno del Panometro è stata realizzata l'esposizione di due gigantografie panoramiche dell'artista Yadegar Asisi, cui si accompagna una rappresentazione.
- Verkehrsmuseum, museo dei trasporti
- Grünes Gewölbe, museo che conteneva la più ricca collezione di gioielli in Europa, ma prima del furto avvenuto nel novembre 2019.
- Museum für Völkerkunde Dresden nel Palazzo giapponese.
- Kügelgenhaus - Museum der Dresdner Romantik, museo del Romanticismo tedesco

### Teatri e musica

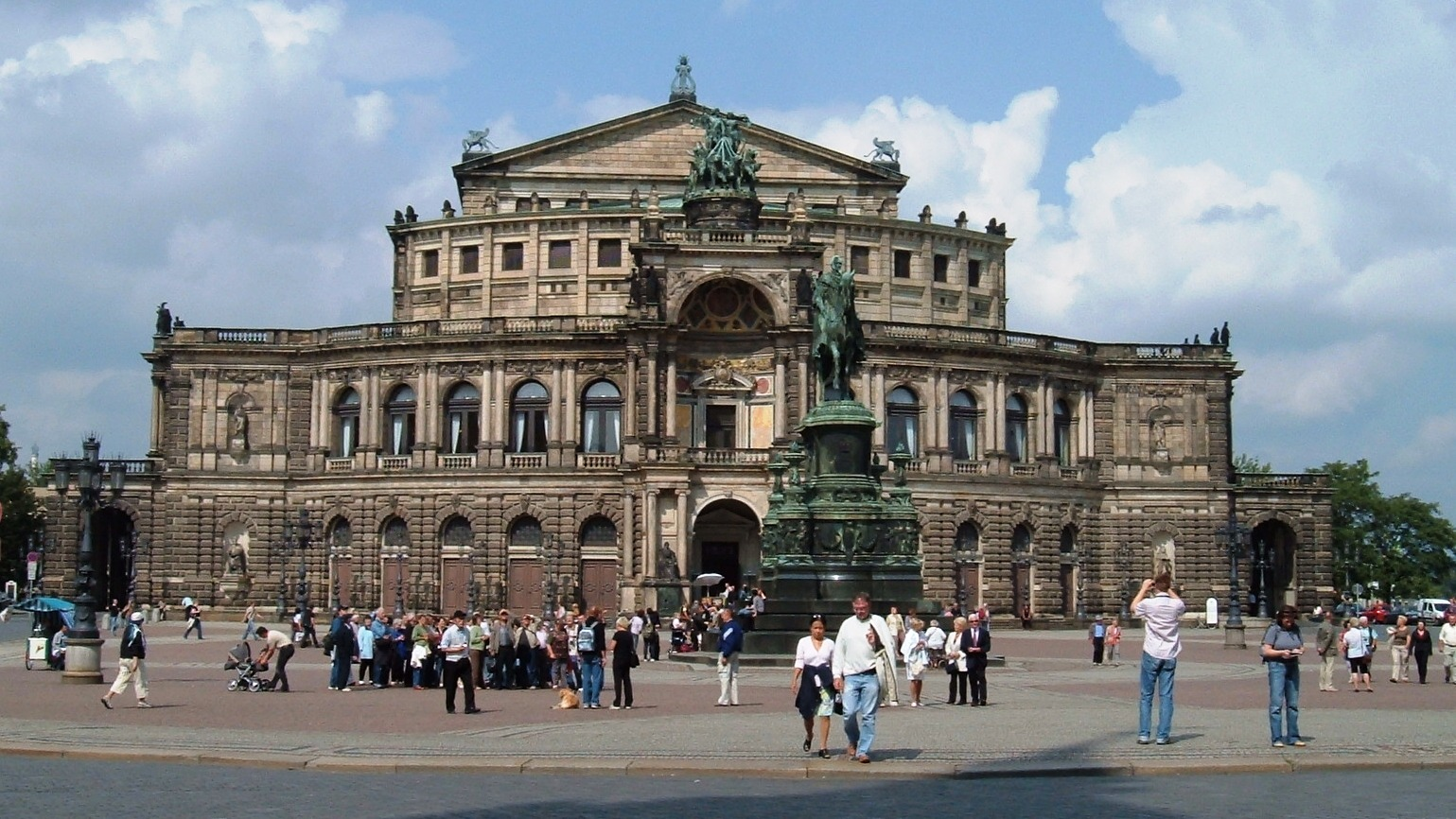
Teatro dell'opera (Sächsische Staatsoper)

L'edificio della Semperoper è la sede sia della Sächsische Staatsoper Dresden ("Opera statale sassone di Dresda") sia della Sächsische Staatskapelle Dresden ("Orchestra statale sassone di Dresda").

## Infrastrutture e trasporti
Il trasporto pubblico cittadino è gestito dalla Dresdner Verkehrsbetriebe.

### S-Bahn
La Deutsche Bahn esercisce una rete di S-Bahn costituita di 4 linee:
- S1 Meißen-Triebischtal - Schöna
- S2 Dresden Flughafen - Pirna
- S3 Dresden Hauptbahnhof - Tharandt
- S30 Dresden Hauptbahnhof - Freiberg

### Rete tranviaria

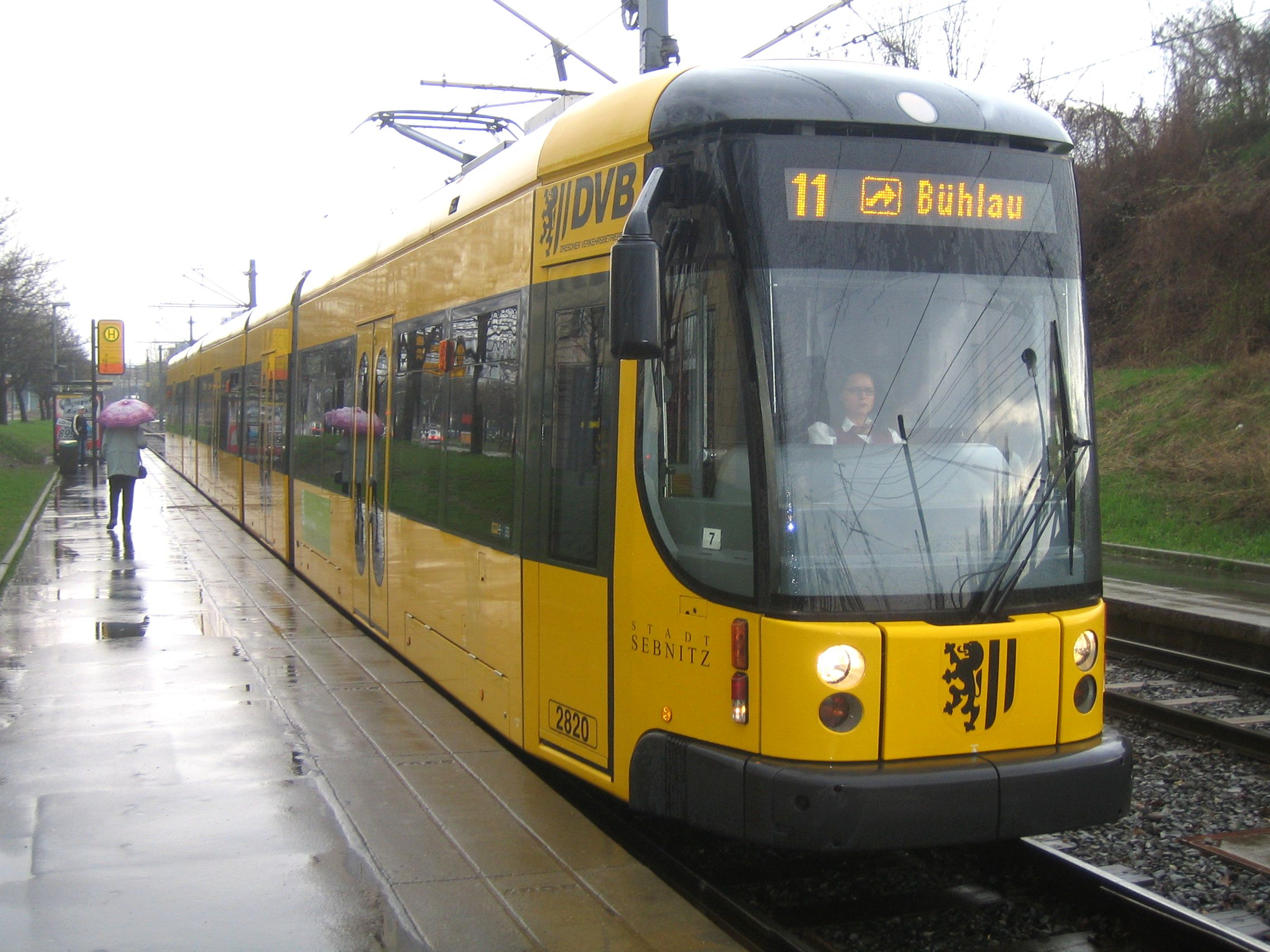
I più lunghi tram di Dresda hanno stabilito un record di lunghezza

### Aeroporti
La città è servita dall'Aeroporto di Dresda.

## Sport
La Dinamo Dresda è la società calcistica cittadina.

## Amministrazione

### Gemellaggi
- Coventry, dal 1959
- San Pietroburgo, dal 1961
- Breslavia, dal 1963
- Skopje, dal 1967
- Ostrava, dal 1971
- Brazzaville, dal 1975
- Firenze, dal 1978
- Amburgo, dal 1987
- Rotterdam, dal 1988
- Strasburgo, dal 1990
- Salisburgo, dal 1991
- Columbus, dal 1992
- Hangzhou, dal 2009

## Dintorni di Dresda
- Svizzera sassone
- Castello di Weesenstein

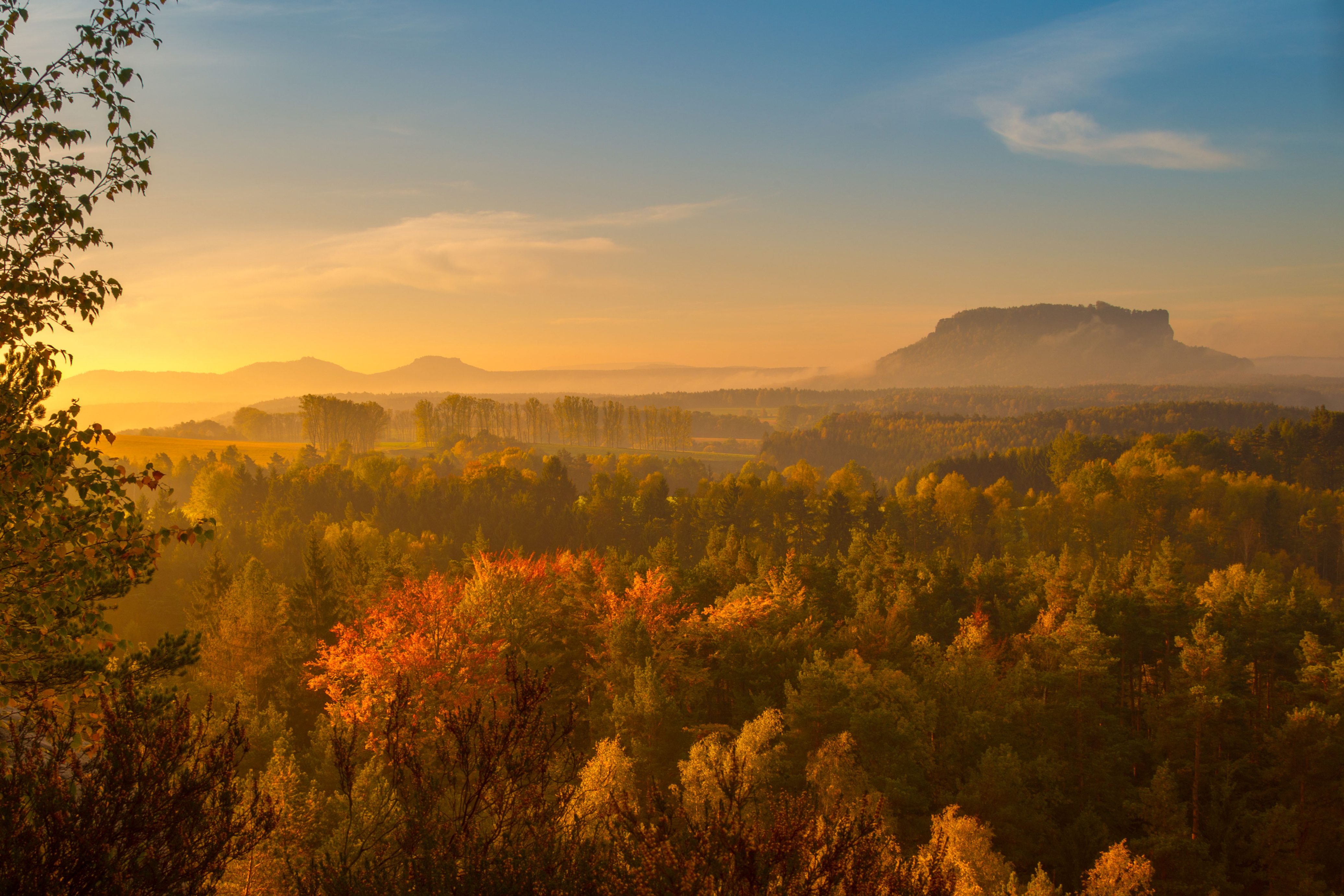
Panorama della Svizzera sassone

- Jagdschloss Moritzburg, boschi e laghi
- Osterzgebirge
- Tharandter Wald
- Zone vinicole nei pressi di Radebeul e Meißen
- Torre della televisione di Dresda
- Bacino di Dresda
- Hellerau